# 豌豆星系

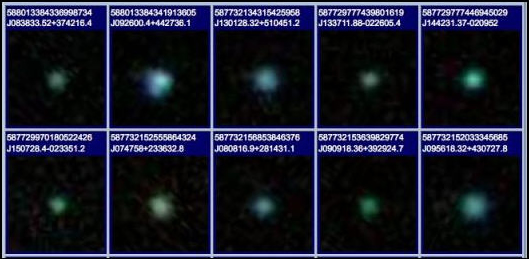
星系動物園的綠豌豆。

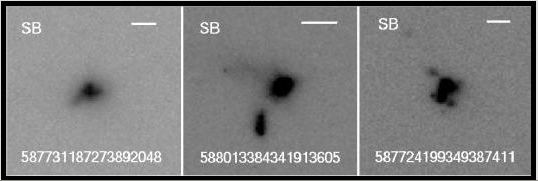
哈伯太空望遠鏡拍攝的三個星暴碗豆。

豌豆星系，也稱為豌豆或綠豌豆，是一種有著異乎平常的恆星形成比率，可能是新類型的明亮藍緻密星系。豌豆星系是因為史隆數位巡天 (SDSS) 得到的圖像都是體積小且呈現淡綠色外觀而得名的。
豌豆星系是在2007年由天文學的線上自願工作者在星系動物園 (GZ) 計畫中首度發現。星系動物園的創辦者與奠基人之一，Kevin Schawinski說：這是真正的公民科學計畫……它是如何從事科學研究的新方法產生結果的一個偉大例子，否則不會有可能的。

## 描述
豌豆星系是緻密的富氧發射線星系 (ELG)，從這些來自氧的譜線測得的紅移z=0.112和0.360之間。這些低質量星系的大小有個上限值，沒有一個的直徑大於  16,300光年（5,000秒差距），並且在它們所駐留的環境中，密度也只有正常星系的三分之二。一個星暴的豌豆平均紅移z = 0.258，質量大約是30億6000萬太陽質量，每年的恆星誕生率是13太陽質量，OIII的等效寬度為69.4奈米，並且是低金屬量。它們有很強的500.7奈米OIII發射譜線， O++或雙電離氧是可見光譜中的禁線，只可能在非常低密度的情況下出現。豌豆星系是有史以來發現的最活躍的恆星形成星系。
將豌豆星系和銀河系比較，可以很有效的視覺化處理恆星形成的速率。銀河系視一個棒渦星系，擁有5,800億M☉。根據ESA和NASA的研究，每年形成的恆星只有4M☉，而豌豆星系平均只有31億6,200萬M☉，所以，銀河系的質量接近豌豆星系的175倍。但是，豌豆星系每年約有13 M☉的星際氣體形成恆星，這是銀河系的3.25倍。如果再比較豌豆星系和銀河系的質量，豌豆星系形成恆星的效率將高達銀河系的568倍。

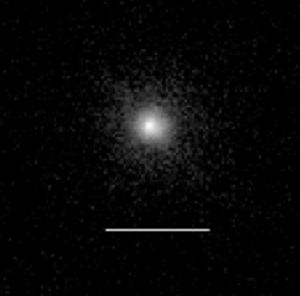
哈勃空间望远镜宇宙起源頻譜儀豌豆星系 GP_J1219 的近紫外圖像。

豌豆星系存在的時間在宇宙只有現在年齡四分之三的時期，可以提供宇宙早期星系的形成和演化線索。阿莫在2012年2月出版的GTC論文中指出，現在認為綠色的豌豆星系是老星系，形成於數十億年前，比多數大質量的星系早了幾十億年。從光譜研究中已經確認在GTC研究的三個星系中，其中之一存在著老恆星。
Schawinski說："這些星系存在於早期的宇宙中是正常的，但是只是我們到現在才看見這些活躍星系，瞭解綠豌豆星系可能會告訴我們一些早期宇宙中，有關於恆星如何形成和星系是如何的演變。"

## 發現的歷史

### 2007年至2010年
星系動物園是於2007年7月開展的一個線上專案，其目的為分析100萬個星系來研究星系型態學。2007年7月，就在GZ計畫開始後的幾天，在網路論壇上就出現 Hanny Van Arkel張貼的給豌豆一個機會的言論，並張貼了幾個不同的綠色天體。開始時以為這只是一種幽默，但到了2007年12月，已經很明確的認為這些不尋常的天體是一種不同類的星系。這些豌豆星系在SDSS中的影像都是無法解析的綠色天體。這是因為這些豌豆有一個非常高能量，是高度電離的氧離子的發射譜線，SDSS的複合材料增加了它們在r頻帶的顏色亮度，或是光度，並且取代了另外兩個g和i頻帶的顏色，而r頻帶在SDSS的影像中是綠色的。2008年7月，Enthusiasts開始自稱這些是豌豆軍團，蒐集了百餘種這樣的豌豆，最後一起放置在Carolin Cardamone於2008年7月成立的thread論壇。這些蒐集，一旦被確認，就可提供在星系動物園百萬個星系的資料庫中檢索，最後共有251個綠豌豆的樣本。 
在2009年7月，MNRAS刊登了一篇標題為星系動物園的綠豌豆：發現恆星形成極端緻密的星系 (Cardamone et al. 2009：Galaxy Zoo Green Peas: Discovery of A Class of Compact Extremely Star-Forming Galaxies)的論文 (e.g.)。在這篇論文中，認可了10名星系動物園的自願工作者對綠豌豆的研究做出了特別重大的貢獻。他們是：Elisabeth Baeten、Gemma Coughlin、Dan Goldstein、Brian Legg、Mark McCallum、Christian Manteuffel、Richard Nowell、Richard Proctor、Alice Sheppard和Hanny Van Arkel。他們感謝給豌豆一個機會。引用自ADS資料庫2009MNRAS.399.1191C (Cardamone 2009)。
在2010年4月，一封以信函呈現的論文發表在天文物理期刊上，署名的是R. Amorin、E. Perez-Montero和J. Vilchez，探討了80個星暴豌豆的金屬量豐度問題。
在2010年12月，Yuri Izotov、Natalia Guseva和Trinh Thuan在天文物理期刊上發表了另一篇論文，它們爭辯豌豆星系是稀有的星系，還是已知的光度緻密星系（LCG）的一個子分類。

### 2011年
在2011年5月，R. Amorin、R. Perez-Montero和J.Vilchez發表了他們對豌豆星系研究的'會議流程'。在此出版物中，他們宣布已經使用加那利大型望遠鏡（GTC）的OSIRIS成像儀和攝譜儀進行了一系列的觀測，有關於他們的研究和即將發表的論文。這些觀測將對豌豆星系的演化狀態提出新的見解。尤其是，我們將能夠看到豌豆星系的擴展，老的恆星族群隱沒、年輕恆星的星暴，像大多數藍緻密星系中那些佔主導地位的大質量恆星。
在2011年10月，Sayan Chakraborti、Naveen Yadav、Carolin Cardamone和Alak Ray 發表了一篇標題為綠豌豆的電波檢測：對年輕星系磁場的影響(Radio Detection of Green Peas: Implications for Magnetic Fields in Young Galaxies)。在這篇論文中，使用了來自巨米波電波望遠鏡 (GMRT) 的新資料，基於對綠豌豆的各種觀測描述了周圍的磁場。他們的研究顯示，三個非常年輕的星暴星系有著比銀河系更大的磁場。這與當前的理解，星系隨著時間的推移逐漸建立其磁場，有所矛盾。在2012年，可以使用來自甚大天線陣 (VLA) 的新資料，將注意力集中在這三個豌豆星系上，得到有關極性和完整的光譜索引資料。
在2011年11月，Y.I. Izotov、N.G. Guseva、K.J. Fricke和C. Henkel在天文和天文物理期刊上發表了標題為在SDSS的廣域紅外線巡天探測衛星 ( WISE) 發現熱塵埃發射和星系形成星系 (Star-forming galaxies with hot dust emission in the SDSS discovered by the Wide-field Infrared Survey Explorer (WISE)。在這篇論文，他們發現4個星系在3.4μm (W1) 和4.6μm (W2) 有非常紅的顏色。這意味著在這些星系中的塵埃有1000K的溫度。這4個星系都是綠豌豆，並是得已知具有這種特徵的星系數量激增一倍以上。

### 2012年
在2012年1月，L.S. Pilyugin、J.M. Vilchez、L.Mattsson和T.X. Thuan在MNRAS發表一篇論文，標題為：從整體的SDSS發射譜線測量豐度：探索具有高N/O比率的天體 (Abundance determination from global emission-line SDSS spectra: exploring objects with high N/O ratios)。在此處，他們從星系全體輻射的SDSS光譜使用 (1) 電子溫度法和 (2) 兩條最近的強線校準：O/N和S/N校準。以三套物件進行比較：富含氫成份的星雲、281 SDSS星系和Cardamone等人探測到含有[OIII]-4363 極光線的綠豌豆星系。圍繞在其間的問題是有多少圍繞著豌豆的星雲會影響到光譜，和造成綠豌豆這樣的結果。經由使用有效的方法和分析這三個天體金屬量的比較，他們的結論是：在一些綠豌豆星系得到的高氮-氧比率，可能是因為它們的SDSS光譜事實上是與一些具有不同物理性質 (如金屬量) 的星雲混合的光譜。然而，那些最熱的綠豌豆星系，他們看起來像矮星系，這樣的解釋就似乎是似是而非了。它們似乎只研究了這些星系的HII區，而這些星系具有的分散性豐度比一般的矮星系高出許多。
在2012年1月，S.A. Hawley在太平洋天文學會也發表了一篇論文，標題為：綠豌豆星系的恆星形成豐度。在這篇論文，前美國太空人史蒂夫·霍利比較了以前有關於綠豌豆金屬量的結果。霍利使用不同的方法校準和比較，解釋不同的結果。主要是來自Cardamone和Amorin等人，但有些來自Izotov等人，並建議這些論文的研究結果之間的各種差異可能是甚麼原因。他還認為這種細節是沃尔夫–拉叶星造成氣體電離所貢獻的，同時那些發射譜線給了這些星系最準確的結果。它的結論寫道：從綠碗豆延伸的校準不同於那些一般可使用的，對於像綠碗豆與極端高度電離源這樣的恆星形成星系，被發現是更常見的。
在2012年2月，R. Amorin、E. Perez-Montero、J.M. Vilchez和P. Papaderos發表了一篇名為"The Star Formation History and Metal Content of the 'Green Peas'. New Detailed GTC-OSIRIS spectrophotometry of Three Galaxies"的論文。他們使用安裝在羅克德洛斯埃天文台10.4 m GTC（大加那利島）的OSIRIS儀，以寬頻波段成像和引用長狹縫光譜觀測了這三個目標星系（請參見本文的後續，以對此編文章有更詳細的了解）。
在2012年7月，authors R. Amorín、J. M. Vílchez、G. Hägele、V. Firpo、E. Pérez-Montero和P. Papaderos幾位作者在astro-ph發表了一篇新論文，題目為"在緻密、快速組合恆星形成星系中複雜的氣體動力學（Complex gas kinematics in compact, rapidly assembling star-forming galaxies）"。使用加那利大型望遠鏡，他們發表了6個星系的高品質光譜結果，其中5個是綠碗豆星系。在研究了這6個星系光譜的Hα發射線之後，顯示這些Hα發射現有著不同的譜線。這些多出來的譜線顯示這些碗豆有幾個氣體團塊和恆星相互之間有著很大的相對速度。的確，這些譜線也顯示碗豆確實有擾動的物質，與其它部分（或團塊）有著超過500公里/秒的相對速度。
在2012年9月， S. Parnovsky、I. Izotova和Y. Izotov在"天文物理和太空學"的期刊上發表了標題為"Hα和紫外線光度在大光度緻密星系的大量樣本的恆星形成率（H alpha and UV luminosities and star formation rates in a large sample of luminous compact galaxies）" 。在文中，它們使用星系演化探測器觀測的大約800個明亮的緻密星系（luminous compact galaxies，LCGs）連續的紫外線和Hα發射線，研究統計目前的恆星形成率（star formation rates，SFR）。綠碗豆被認為是LCGs的一個子集團 （見下文，伊佐托夫等人，2011年）。在一個較大的LCGs集團內，包括綠豌豆，發現的SFR大約是每年110太陽質量。

### 2016年
在2016年5月，Miranda C. P. Straub在开放获取(open access journal)發表了一篇公民科學的研究論文－理論與實踐的召喚”給公民科學家們一個機會：志願者的研究領導科學發現”。摘要提綱：’’發現一種被稱為豌豆星系的星系：由志願者完成的科學工作。這個獨特的情況產生於稱為星系動物園（Galaxy Zoo）的科學群眾資源網站。
在2016年4月，Yang等人發表了"綠豌豆星系揭露萊曼α（Lyα）逃逸的秘密"。使用HST_COS（Henry GO: 12928, Jaskot GO: 13293和Heckman GO: 11727）12GPs的萊曼α譜線，進行了輻射傳輸模型的分析和類比，探討了各種屬性萊曼α逃逸的分量相關性。在所有12 GPs顯示萊曼α的輻射，與萊曼α等值寬度分布類似於高紅移輻射。研究結果是萊曼α逃逸分量強烈取決於金屬量和塵埃消光的適度（moderately）。論文結果表示低H1列密度和低豐度是萊曼α逃逸的必要條件。"總之，GPs提供一個無與倫比的機會來研究萊曼α輻射的萊曼α逃逸。

## 外部連結
- Galaxy Zoo（页面存档备份，存于）
- Zooniverse Publications（页面存档备份，存于）